# Липија (Арђеш)
Липија (рум. Lipia) насеље је у Румунији у округу Арђеш у општини Сапата. Oпштина се налази на надморској висини од 282 m.

## Становништво
Према подацима из 2002. године у насељу је живело 217 становника, од којих су сви румунске националности.